# Europese kampioenschappen beachvolleybal 2018
De Europese kampioenschappen beachvolleybal 2018 werden van 15 tot en met 22 juli gehouden in Nederland. Het toernooi vond plaats in vier steden, namelijk Den Haag, Apeldoorn, Rotterdam en Utrecht met elk een tijdelijk stadion. In drie van de vier plaatsen werden in 2015 ook de wereldkampioenschappen gehouden.

## Organisatie
Aan het mannen- en het vrouwentoernooi deden elk 32 teams mee, dus 64 teams in totaal. De 32 teams per toernooi waren in acht poules van vier verdeeld, waaruit de nummers één direct naar de achtste finales gingen; de nummers twee en drie speelden eerst in een tussenronde. Er werd in vier steden gespeeld: Den Haag, Apeldoorn, Rotterdam en Utrecht. Het hoofdstadion lag in Den Haag bij Sportcampus Zuiderpark en bood plaats aan 3.000 toeschouwers. De stadions in Apeldoorn, Rotterdam en Utrecht hadden ruimte voor 2.000 mensen; in Apeldoorn werd op het Marktplein gespeeld, in Rotterdam op de kade voor de SS Rotterdam en in Utrecht op de Neude. De openingsceremonie en -wedstrijd vond plaats in Apeldoorn, terwijl de halve finales en de finale van zowel het mannen- als vrouwentoernooi in Den Haag werden gespeeld.
De organisatie ontving een subsidie van € 1.147.486 van het Ministerie van VWS, in het kader van de subsidieregeling van topsportevenementen.

## Medailles

### Medaillewinnaars
| Onderdeel | Goud | Goud                                        | Zilver | Zilver                             | Brons | Brons                              |
| --------- | ---- | ------------------------------------------- | ------ | ---------------------------------- | ----- | ---------------------------------- |
| Mannen    | NOR  | Anders Berntsen Mol Christian Sandlie Sørum | LAT    | Jānis Šmēdiņš Aleksandrs Samoilovs | ESP   | Pablo Herrera Adrián Gavira        |
| Vrouwen   | NED  | Sanne Keizer Madelein Meppelink             | SUI    | Nina Betschart Tanja Hüberli       | CZE   | Barbora Hermannová Markéta Sluková |

### Medaillespiegel
| Plaats | Land        | Goud | Zilver | Brons | Totaal |
| 1      | Nederland   | 1    | 0      | 0     | 1      |
| 1      | Noorwegen   | 1    | 0      | 0     | 1      |
| 3      | Letland     | 0    | 1      | 0     | 1      |
| 3      | Zwitserland | 0    | 1      | 0     | 1      |
| 5      | Rusland     | 0    | 0      | 1     | 1      |
| 5      | Tsjechië    | 0    | 0      | 1     | 1      |
| Totaal | Totaal      | 2    | 2      | 2     | 6      |

1993 ·
1994 ·
1995 ·
1996 ·
1997 ·
1998 ·
1999 ·
2000 ·
2001 ·
2002 ·
2003 ·
2004 ·
2005 ·
2006 ·
2007 ·
2008 ·
2009 ·
2010 ·
2011 ·
2012 ·
2013 ·
2014 ·
2015 ·
2016 ·
2017 ·
2018 ·
2019 ·
2020 ·
2021 ·
2022 ·
2023